# Çiprian Nika
Padre Çiprian Nika, nato Dedë Nika (Shosh, 19 luglio 1900 – Scutari, 11 marzo 1948), è stato un presbitero albanese, membro dell'Ordine dei frati minori e venerato dalla Chiesa cattolica tra i beati 38 martiri d'Albania.

## Biografia
Nacque a Shosh, nei pressi di Scutari, il 19 luglio 1900 da Mhill (o Mëhill) Nika e Prenda Ali Mirashi, venendo battezzato col nome di Dedë. Rimase orfano all'età di cinque anni e fu educato dai frati minori, venendo ammesso al noviziato nell'Ordine presso il monastero di Maria Lankowitz nel 1916. Emise i voti temporanei nel 1917 e i voti eterni nel 1921. Fu ordinato sacerdote a Roma il 25 luglio 1924 e assunse il nome di Cipriano (in albanese Çiprian, in latino Ciprianus).
Nel 1946 fu arrestato a Scutari insieme a padre Pal Dodaj e fu condannato a morte il 28 dicembre 1947, venendo poi fucilato l'11 marzo 1948 nella località di Zall i Kirit, nei pressi di Scutari. Secondo il verbale del tribunale le sue ultime parole furono "Lunga vita a Cristo Re! Perdoniamo i nostri nemici. L'Albania non muore con noi".
Il 10 novembre 2002 nella cattedrale di Santo Stefano a Scutari, alla presenza del cardinale Crescenzio Sepe, è iniziato l'accertamento del martirio di 38 religiosi albanesi, tra cui padre Çiprian. La causa è arrivata all'attenzione di papa Francesco nel 2014 in occasione della sua visita apostolica in Albania e nel mese di luglio 2015 sono stati presentati alla Congregazione delle Cause dei Santi due volumi della positio super martyrio dei religiosi albanesi, dichiarati beati il 5 novembre 2016 nella piazza antistante la cattedrale di Scutari alla presenza del cardinale Angelo Amato, delegato dal pontefice.